# アバウト・タイム〜愛おしい時間について〜
『アバウト・タイム〜愛おしい時間について〜』（アバウトタイム いとおしいじかんについて、原題：About Time）は、2013年のイギリスのSF恋愛映画。 過去にタイムトラベルができる主人公が、自分と家族の人生をよりよいものにしようとする。

## 概要
監督のリチャード・カーティスにとって本作が『ラブ・アクチュアリー』（2003年）『パイレーツ・ロック』（2009年）に続く長編3作目となり、この作品を最後に監督を引退すると本人が表明している。

## ストーリー
ティム・レイク（ドーナル・グリーソン）はイギリスのコーンウォールに住む若い青年である。父（ビル・ナイ）、母（リンゼイ・ダンカン）、いつも上の空の叔父デズモンド（リチャード・コーデリー）、自由奔放な妹キャサリン（キットカット）（リディア・ウィルソン）と暮らす。21才になった時、父から一族の男にはタイムトラベルの能力があると告げられる。ただし自分の過去にしか行くことはできない。金儲けではなく理想の人生を送るために能力を使えと忠告され、恋愛のために使おうとティムは思う。
その夏、キットカットの友達のシャーロット（マーゴット・ロビー）が夏休みを過ごしに2ヶ月滞在する。ティムはすぐに恋に落ち、最後の日に告白するが、シャーロットは最後の日まで待つべきではなかったと言い、もっと早く告白してくれていたら付き合ったかもしれないと言う。ティムは時間をさかのぼり、夏休みの途中でシャーロットに告白する。だがシャーロットは、最後の日まで待てばつきあう気になるかもしれないと言う。しかしシャーロットにはその気がない事を知り、時間旅行をしても気が変わることはないと悟る。
夏が過ぎ、ティムはロンドンに出て弁護士として働き始める。父の知り合いで人間嫌いの脚本家ハリー（トム・ホランダー）の家に住まわせてもらい、家と職場を往復する代わり映えのない生活を送っていた。ある夜、友人のジェイと暗闇を売り物にするレストランに行き、出版社で働くアメリカ人女性のメアリー（レイチェル・マクアダムス）に出会う。互いの姿が見えない中で二人は会話が弾み、店外で改めて姿を見て一目惚れしたティムは、メアリーの電話番号を教えてもらう。ティムが帰ると、俳優が山場でセリフを忘れたために劇の初演がうまくいかなかったハリーが落ち込んでいる。ティムは過去に戻って俳優を助け、劇を成功させる。
ところが、ティムは携帯電話にメアリーの番号が入っていないことに気付く。レストランで過ごした時間と同じ時間帯にハリーの劇場へタイムトラベルしたため、メアリーと出会わない道を選んでしまったことを知る。メアリーがケイト・モスのファンであったことを思い出し、ケイト・モス写真展に通い詰め、ついにメアリーと再会するが、メアリーにとっては初対面で不審に思われてしまう。メアリーには恋人がいることを知り、二人が知り合ったパーティーのことを聞き出してその時と場所にタイムトラベルし、二人が出会う前にメアリーを連れ出しデートすることに成功。メアリーとの仲は深まり、一緒に暮らし始める。ティムは失敗しては過去に戻ってやり直すことを繰り返して万事うまくこなしていた。そんなある夜、ティムはシャーロットと偶然再会し、今度はシャーロットから誘われる。ティムは断り、メアリーを本当に愛していることに気付いてプロポーズする。二人は結婚、やがて娘ポージーが生まれる。ティムとメアリーは実家家族共々幸せな日々を送っていたが、妹のキットカットは不運に見舞われ、恋愛も仕事も上手くいかずポージーの一歳の誕生日に酒酔い運転で事故を起こしてしまう。
自分は家族の落ちこぼれだと嘆く妹にティムはタイムトラベルの秘密を明かし、人生をやり直せるように一緒に過去に戻って、妹がボーイフレンドのジミーに出会わないよう計らう。現在に戻り、幸せそうな妹を確認して帰宅すると、ポージーではない息子がいる。父に尋ねると「あるタイミングの精子で赤ちゃんは作られるから、少しでもズレたら違う子になってしまう。子供が生まれる前の過去にタイムトラベルをするとその子は生まれないことになる」と言う。「ポージーが生まれる前に起きたことはもう変えることはできず、ティムは結果を受け入れないといけない」と言う。ティムは妹の過去を元に戻してポージーを再び得て、メアリーと共に現在で妹の人生を手助けしようとする。キットカットはジミーと別れ、ジェイと付き合い始める。ティムとメアリーには男の子ジェフが生まれる。
ティムの父が末期の癌であることがわかる。喫煙が原因だが、ティムが生まれる前からの習慣のため、タイムトラベルでは救うことができない。父は病気のことを以前から知っており、元気な頃に戻り家族と一緒に過ごすためにタイムトラベルを繰り返していた。父は毎日を二度過ごせと言う。最初は普通に過ごし、二度目も同じように過ごせと言う。最初は緊張や不安のために世界の素晴らしさに気付かないが、二度目には楽しめると言う。ティムはこの忠告に従い、一度目で後悔した行動を二度目には改善することで仕事も友情もより良きものになっていく。亡くなった父親に会いたくなると過去に戻って一緒に過ごした。
メアリーは三人目の子供が欲しいと言う。新しい子供が産まれたら、もう二度と過去に戻って父と会うことはできなくなるため一瞬躊躇するが、父の望みは過去ではなく未来だと感じたティムはメアリーに同意する。それから何度も過去に戻り父と過ごしたが、出産直前に最後に父を訪ねて別れを告げる。二人は一緒にティムの幼い頃に戻って、浜辺で遊んだことを思い出し、涙と共に別れる。メアリーは娘のジョーを産み、日々の生活は元通りになっていく。キットカットは結婚し母親になった。今ではティムは毎日を一度だけ過ごし、二度目であるかのように楽しんで今日を生きている。

## キャスト
※括弧内は日本語吹替
- ティム - ドーナル・グリーソン（亀田佳明）
- メアリー - レイチェル・マクアダムス（渋谷はるか）
- ティムの父 - ビル・ナイ（伊藤和晃）
- キャサリン（キットカット） - リディア・ウィルソン（英語版）（堀井千砂）

ティムの妹。
- ティムの母 - リンゼイ・ダンカン（高島雅羅）
- デズモンド叔父 - リチャード・コーデリー（英語版）（金子由之）
- ローリー - ジョシュア・マクガイア（英語版）

ティムの親友。
- ハリー - トム・ホランダー（丸山壮史）

ティムの父の知り合いでティムの家主、脚本家。
- シャーロット - マーゴット・ロビー（甲斐田裕子）

キット・カットの友人。
- ジェイ - ウィル・メリック（英語版）

ティムの友人。キャサリンの夫になる。
- ジョアンナ - ヴァネッサ・カービー

メアリーの友人。
- ジミー - トム・ヒューズ（英語版）

キット・カットの元ボーイフレンド。

## 興行成績
- 本作の興行収入は北アメリカで1532万ドル、北アメリカ以外で7177万ドル、全世界で合わせて8710万ドルを売り上げている[6]。
- イギリスの週末興行収入ランキング初登場第1位[7]。

## 評価
レビュー・アグリゲーターのRotten Tomatoesでは167件のレビューで支持率は70%、平均点は6.40/10となった。Metacriticでは34件のレビューを基に加重平均値が55/100となった。

## 受賞
- ムービープラスアワード2014映画スペシャリスト大賞 ベストカップル賞1位（ティムとメアリー）